# Ammerstetten
Ammerstetten ist ein Ortsteil der Gemeinde Schnürpflingen im Alb-Donau-Kreis in Baden-Württemberg. Der Weiler liegt nordwestlich von Schnürpflingen an der Kreisstraße 7368 nach Hüttisheim.

## Geschichte
Der Ort wird 1275 erstmals erwähnt. Ammerstetten gehörte zur Grafschaft Kirchberg. 
Der Weiler könnte aus zwei Wohnplätzen zusammengewachsen sein, da noch 1905 ein Teil zur Pfarrei Hüttisheim, ein anderer zur Pfarrei Schnürpflingen (bis 1839 zu Staig) gehörte.

## Sehenswürdigkeiten
- Kapelle von 1849